# Mario Fischer (Eishockeyspieler)
Mario Fischer (* 5. Mai 1989 in Wien) ist ein ehemaliger österreichischer Eishockeyspieler auf der Position des Verteidigers. Während seiner aktiven Karriere war Fischer unter anderem für den EC Red Bull Salzburg und die Vienna Capitals aus der österreichischen Eishockey-Liga aktiv. Mit beiden Klubs gewann er insgesamt dreimal den österreichischen Meistertitel.

## Karriere

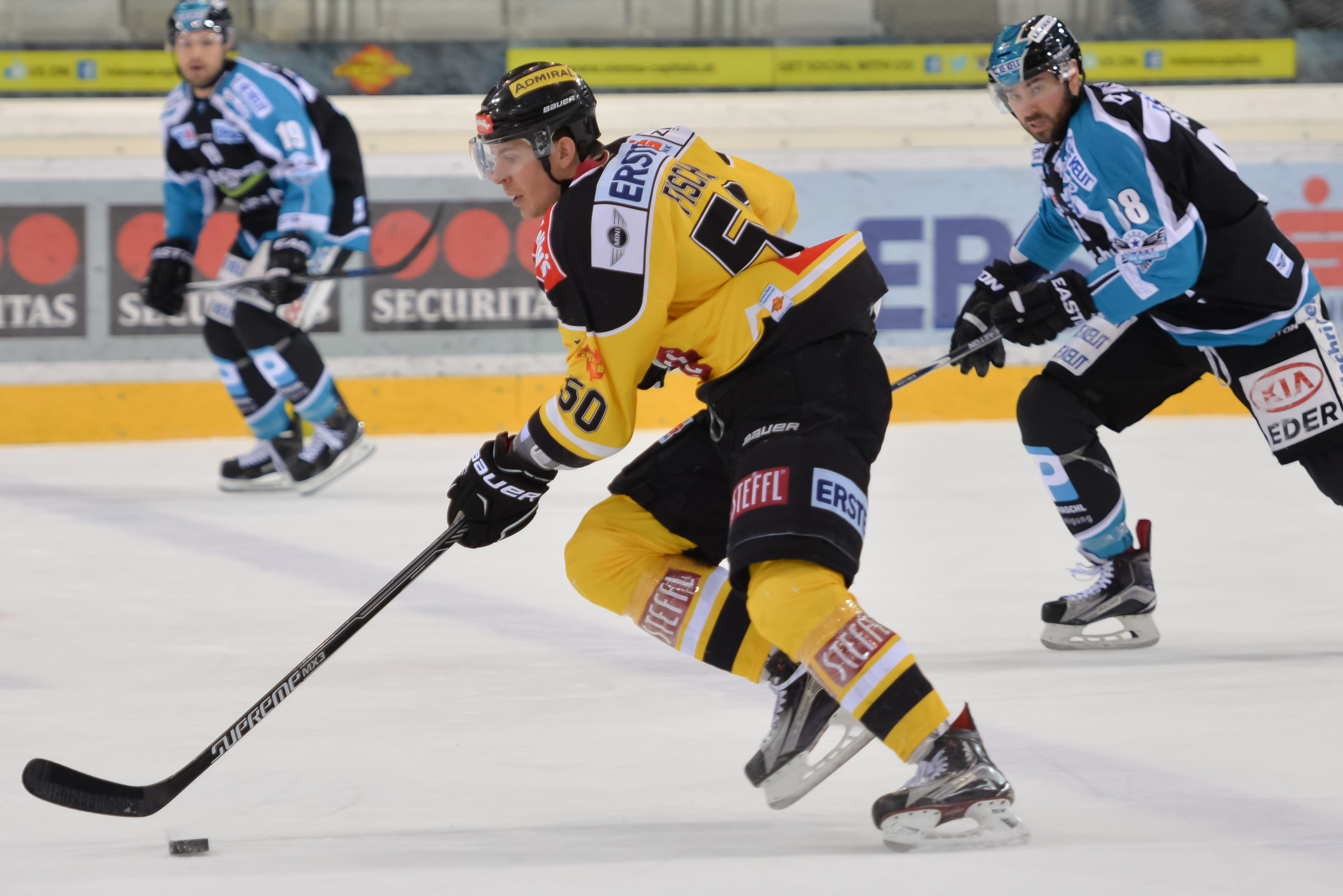
Fischer (vorne) im Trikot der Vienna Capitals (2016)

Fischer stammt aus dem Nachwuchs des Wiener Eislöwen-Vereins, für den er schon als 14-Jähriger in der österreichischen U20-Liga spielte. Im Sommer 2004 wechselte der Verteidiger nach Finnland, wo er die Nachwuchsabteilung von Rauman Lukko durchlief. Nach vier Jahren im Westen Finnlands wechselte der Österreicher in den Osten des Landes zu Savonlinnan Pallokerho und bestritt für seinen neuen Klub die ersten Spiele der Saison in der zweitklassigen Mestis. Aber noch im Verlauf des Jahres 2008 kehrte Fischer nach Österreich zurück, wo er beim EC Red Bull Salzburg zunächst in der zweiten Mannschaft, bald schon aber auch in der Erste Bank Eishockey Liga (EBEL) eingesetzt wurde. In den Frühjahren 2010 und 2011 gewann er mit den Bullen die österreichische Landesmeisterschaft.
Nach dem zweiten Meistertitel zog es den Abwehrspieler in seine Geburtsstadt Wien zurück, wo er sich im Sommer 2011 den Vienna Capitals anschloss. Mit dem Klub errang Fischer im Frühjahr 2017 seinen dritten österreichischen Meistertitel. Für die Saison 2019/20 wurde Fischer zum Mannschaftskapitän der Vienna Capitals ernannt. Im April 2021 verkündeten die Vienna Capitals zunächst das Karriereende des fast 32-Jährigen. Im Juli desselben Jahres kehrte er jedoch zum Verein und in den Spielbetrieb zurück. Nach der Saison 2024/25 beendete Fischer seine aktive Karriere.

### International

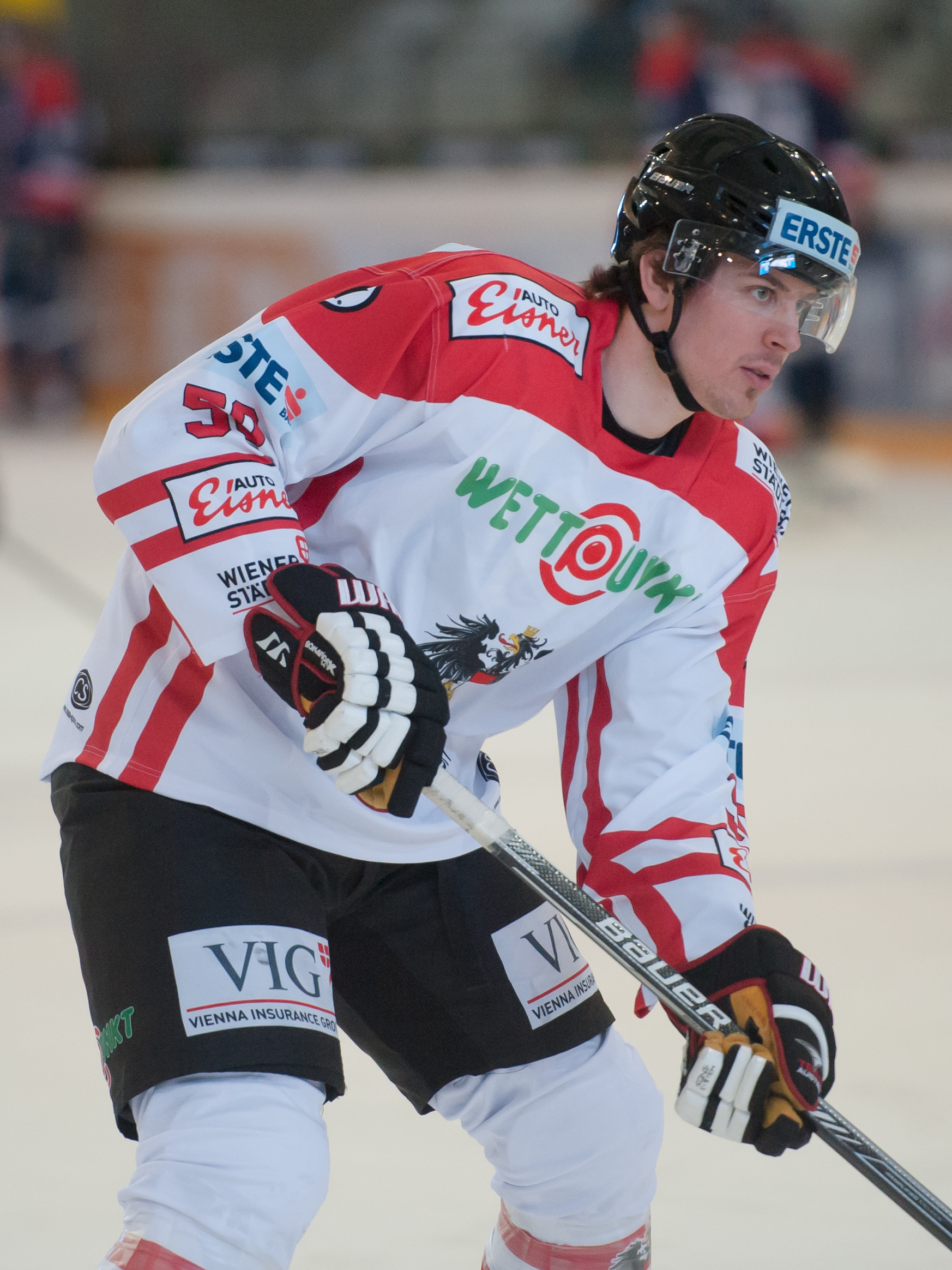
Fischer als Spieler der österreichischen Nationalmannschaft (2015)

Mario Fischer nahm für Österreich an den U18-Junioren-Weltmeisterschaften der Jahre 2006 und 2007 sowie den U20-Junioren-Weltmeisterschaften der Jahre 2008 und 2009 jeweils der Division I teil. Dabei gelang ihm mit seiner Mannschaft 2009, als er zum besten Spieler seiner Mannschaft gewählt wurde, der Aufstieg in die Top-Division.
Sein Debüt in der österreichischen A-Nationalmannschaft gab der Defensivspieler am 12. November 2010 beim 4:3-Erfolg gegen Frankreich im ungarischen Székesfehérvár. Er stand bei der Weltmeisterschaft der Division IA 2014 erstmals im WM-Kader der Österreicher und stieg dabei mit seiner Mannschaft in die Top-Division auf. Dort konnte er sich im Folgejahr allerdings nicht halten und musste mit den Alpenländlern den sofortigen Abstieg hinnehmen. Zudem vertrat er sein Heimatland bei der Qualifikation für die Olympischen Winterspiele 2018 im südkoreanischen Pyeongchang.

## Erfolge und Auszeichnungen
| - 2009 Österreichischer Vizemeister mit dem EC Red Bull Salzburg - 2010 Österreichischer Meister mit dem EC Red Bull Salzburg - 2011 Österreichischer Meister mit dem EC Red Bull Salzburg | - 2015 Österreichischer Vizemeister mit den Vienna Capitals - 2017 Österreichischer Meister mit den Vienna Capitals - 2019 Österreichischer Vizemeister mit den Vienna Capitals |

### International
- 2009 Aufstieg in die Top-Division bei der U20-Junioren-Weltmeisterschaft der Division I, Gruppe B
- 2014 Aufstieg in die Top-Division bei der Weltmeisterschaft der Division IA

## Karrierestatistik

### International
Vertrat Österreich bei:
| - U18-Junioren-Weltmeisterschaft der Division I 2006 - U18-Junioren-Weltmeisterschaft der Division I 2007 - U20-Junioren-Weltmeisterschaft der Division I 2008 - U20-Junioren-Weltmeisterschaft der Division I 2009 | - Weltmeisterschaft der Division IA 2014 - Weltmeisterschaft 2015 - Qualifikationsturnier für die Olympischen Winterspiele 2018 |

(Legende zur Spielerstatistik: Sp oder GP = absolvierte Spiele; T oder G = erzielte Tore; V oder A = erzielte Assists; Pkt oder Pts = erzielte Scorerpunkte; SM oder PIM = erhaltene Strafminuten; +/− = Plus/Minus-Bilanz; PP = erzielte Überzahltore; SH = erzielte Unterzahltore; GW = erzielte Siegtore; 1 Play-downs/Relegation; Kursiv: Statistik nicht vollständig)